# Kazimierz Chodziński

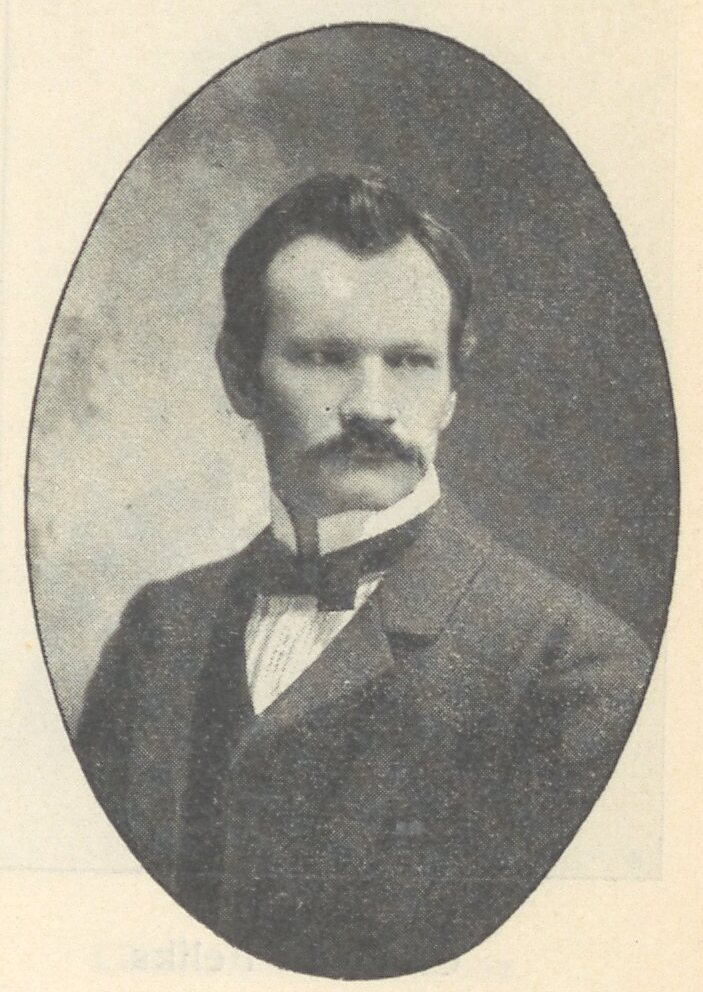
Kazimierz Chodziński

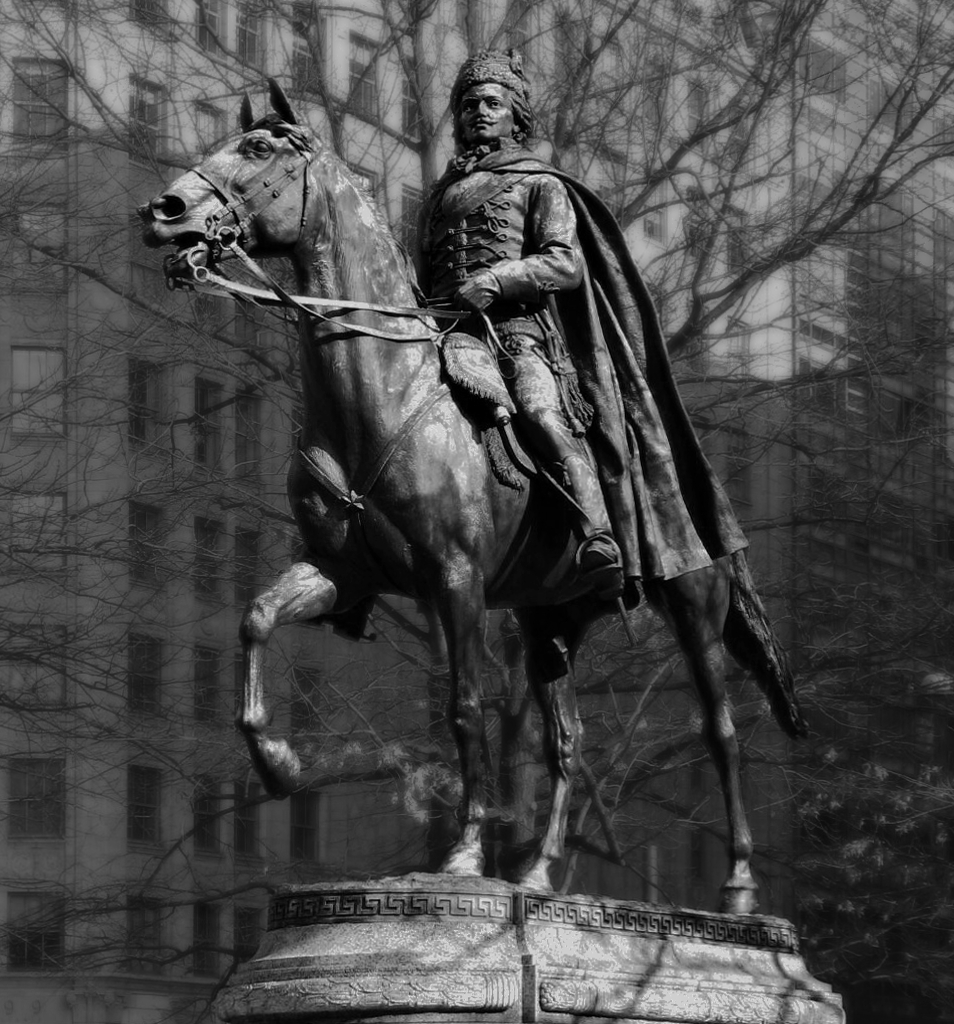
Kazimierz-Pułaski-Denkmal in Washington

Kazimierz Chodziński (* 15. Januar 1861 in Łańcut; † 1921 in Lemberg) war ein polnischer Bildhauer, der hauptsächlich in Galizien und den USA tätig war. Er schuf im Stil des Neoklassizismus.

## Leben und Werk
Chodziński stammte aus einer Künstlerfamilie. Sein Vater war der Maler Karol Chodziński. Zunächst lernte er Malerei bei Piotr Kozakiewicz und studierte dann an der Akademie der Bildenden Künste Krakau bei Walery Gadomski und Jan Matejko. Später ging er an die Akademie der bildenden Künste Wien, wo er unter Edmund von Hellmer Bildhauerei studierte. 1887 gründete er in Krakau eine eigene Werkstatt und widmete sich der Bildhauerei. Er schuf zahlreiche Altäre für Kirchen in Westgalizien, zum Beispiel für die Adalbertkirche in Szczawnica oder die Urbankirche in Brzeszcze. Seine Arbeiten aus dieser Zeit finden sich auch in Kirchen in Sandomierz, Breslau und Warschau. 1903 emigrierte er in die USA, wo er das Tadeusz-Kościuszko-Denkmal in Chicago und das Kazimierz-Pułaski-Denkmal an der Pennsylvania-Avenue zwischen Weißem Haus und Kapitol in Washington schuf. 1910 kehrte er nach Europa zurück und ließ sich in Lemberg nieder. Dort schuf er unter anderem Arbeiten für die Basilika Mariä Himmelfahrt in Stara Wieś. Er wurde auf dem Lytschakiwski-Friedhof beigesetzt.